# Cornelius Righter
Cornelius Erwin Righter (Campbell, Califòrnia, 7 de març de 1897 - Englewood, Ohio, 30 d'agost de 1985) va ser un jugador de futbol americà universitari, bàsquet universitari i rugbi a 15 estatunidenc que va competir a començaments del segle xx. També fou entrenador de bàsquet.
Righter estudià a la Universitat Stanford, on va jugar a futbol americà i bàsquet. Debutà amb l'equip de rugbi el 1917. El 1920 va ser seleccionat per jugar amb la selecció dels Estats Units de rugbi a 15 que va prendre part en els Jocs Olímpics d'Anvers, on guanyà la medalla d'or.
En finalitzar els seus estudis passà a exercir d'entrenador a la Universitat del Pacífic dels equips de futbol, bàsquet i atletisme entre 1921 i 1932. Continuà la seva carrera d'entrenador en nombroses petites universitats i instituts, fins a retirar-se el 1962.